# Platocoelotes luoi
Espèce
Platocoelotes luoi est une espèce d'araignées aranéomorphes de la famille des Agelenidae.

## Distribution
Cette espèce est endémique du Jiangxi en Chine,. Elle se rencontre dans la grotte Shiyan à Ciping à Jinggangshan.

## Description
Le mâle holotype mesure 7,92 mm et la femelle paratype 9,25 mm.

## Étymologie
Cette espèce est nommée en l'honneur de Yu-fa Luo.

## Publication originale
- Chen, Li & Zhao, 2015 : Five new Platocoelotes species (Araneae, Agelenidae) from caves in southern China. ZooKeys, no 512, p. 1-18 (texte intégral).